# شویکاتووو
شویکاتووو (به لهستانی:  Świekatowo) یک روستا در لهستان است که در گمینا شویکاتووو واقع شده‌است. شویکاتووو ۶۴٫۷ کیلومتر مربع مساحت و ۱٬۷۰۰ نفر جمعیت دارد و ۱۰۴ متر بالاتر از سطح دریا واقع شده‌است.